# Buky Schwartz

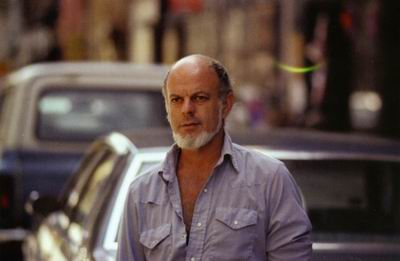
Buky Schwartz (1980)

Buky Schwartz, auch Moshé Schwartz, (* 16. Juni 1932 in Jerusalem; † 1. September 2009 in Tel Aviv) war ein israelischer Bildhauer und ein Video-Künstler.

## Leben und Werk
Buky Schwartz studierte von 1956 bis 1958 bei dem Bildhauer Itzhak Danziger am Avni Institute of Art and Design in Tel Aviv. Er ging im Jahre 1959 nach London, wo er von 1959 bis 1962 sein Bildhauerstudium am Central Saint Martins College of Art and Design fortsetzte. Im Jahre 1960 war Schwartz Teilnehmer am Bildhauersymposion St. Margarethen von Karl Prantl mit weiteren Steinbildhauern in Österreich bei Sankt Margarethen im Burgenland. Im Oktober 1961 nahm er mit Herbert Baumann, Gerson Fehrenbach und Yasuo Mizui am Symposion europäischer Bildhauer 1961–1963 teil, am so genannten Mauersymposion in Berlin, davor war er im Sommer 1961 Teilnehmer am ersten bundesdeutschen Bildhauersymposion, dem Bildhauersymposion Kaisersteinbruch, in Gaubüttelbrunn in Unterfranken.
1963 kehrte er wieder nach Israel zurück; dort setzte er sein Können an geometrischen Stahlkonstruktionen um. Er vertrat Israel bei der Biennale von Venedig 1960 und 1966. Im Jahr 1971 zog er nach New York um; dort setzte er seine künstlerischen Vorstellungen in Videokunst um. 1987 wurde er zur documenta 8 in Kassel in Deutschland eingeladen.
Der Künstler lebte und arbeitete bis zu seinem Tod im Jahre 2009 in Tel Aviv und New York.

## Werk (Auswahl)
- Weiß von 0 Grad bis 180 Grad (1969), Israel Museum, Jerusalem
- Heldensäule (1970), Yad Vashem, Jerusalem
- Freies Schweben (1976)
- Reflexionsdreieck (1980)
- Memorial für Jonathan Netanyahu (1986), Philadelphia, Pennsylvania
- Metropolis (1990), Tel Aviv University, Tel Aviv
- Platos Höhle (1992), Mahaney Center for the Arts, Middlebury College Campus in Middlebury bei Vermont
- Ein Fenster am Boulevard – Stahlskulptur und Stuhl (1992), Rothschild Boulevard in Tel Aviv
- Mosquito (2007), Tel Aviv Museum of Art, Tel Aviv

## Fotos

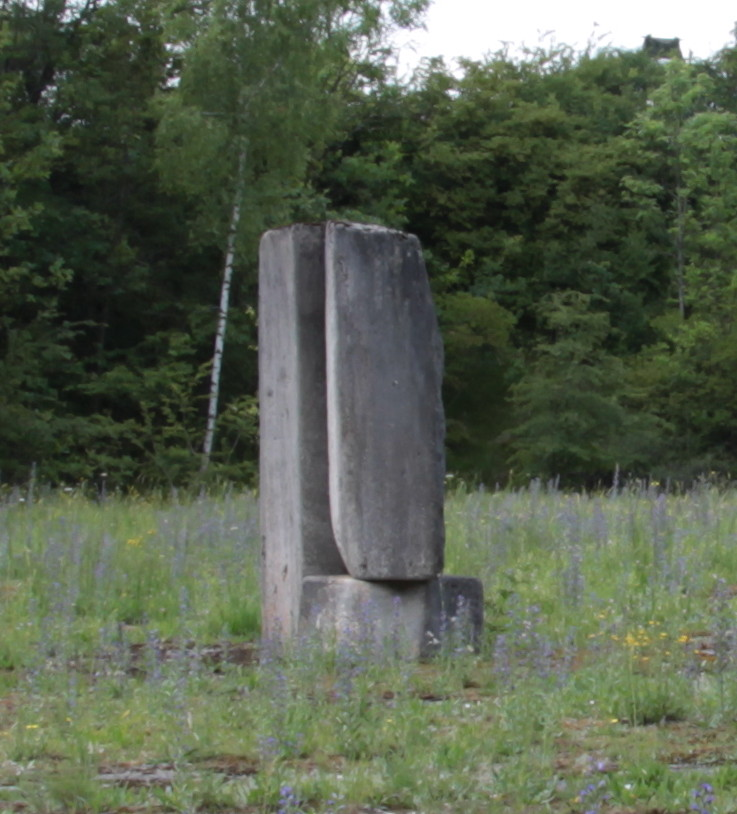
Mehrteilige Steinskulptur, Bildhauersymposion Kaisersteinbruch, 1961
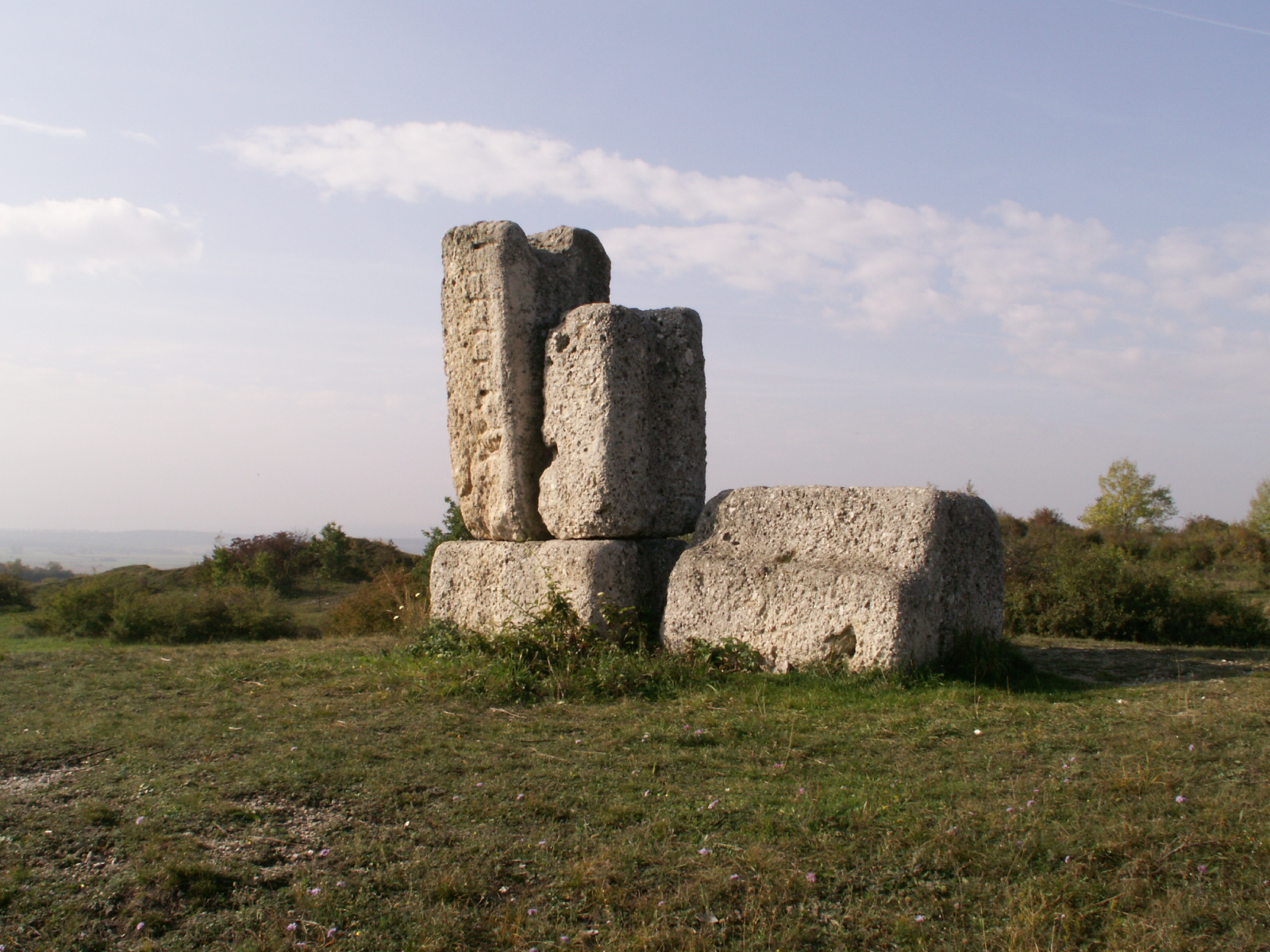
Sankt Margarethen im Burgenland, 1963
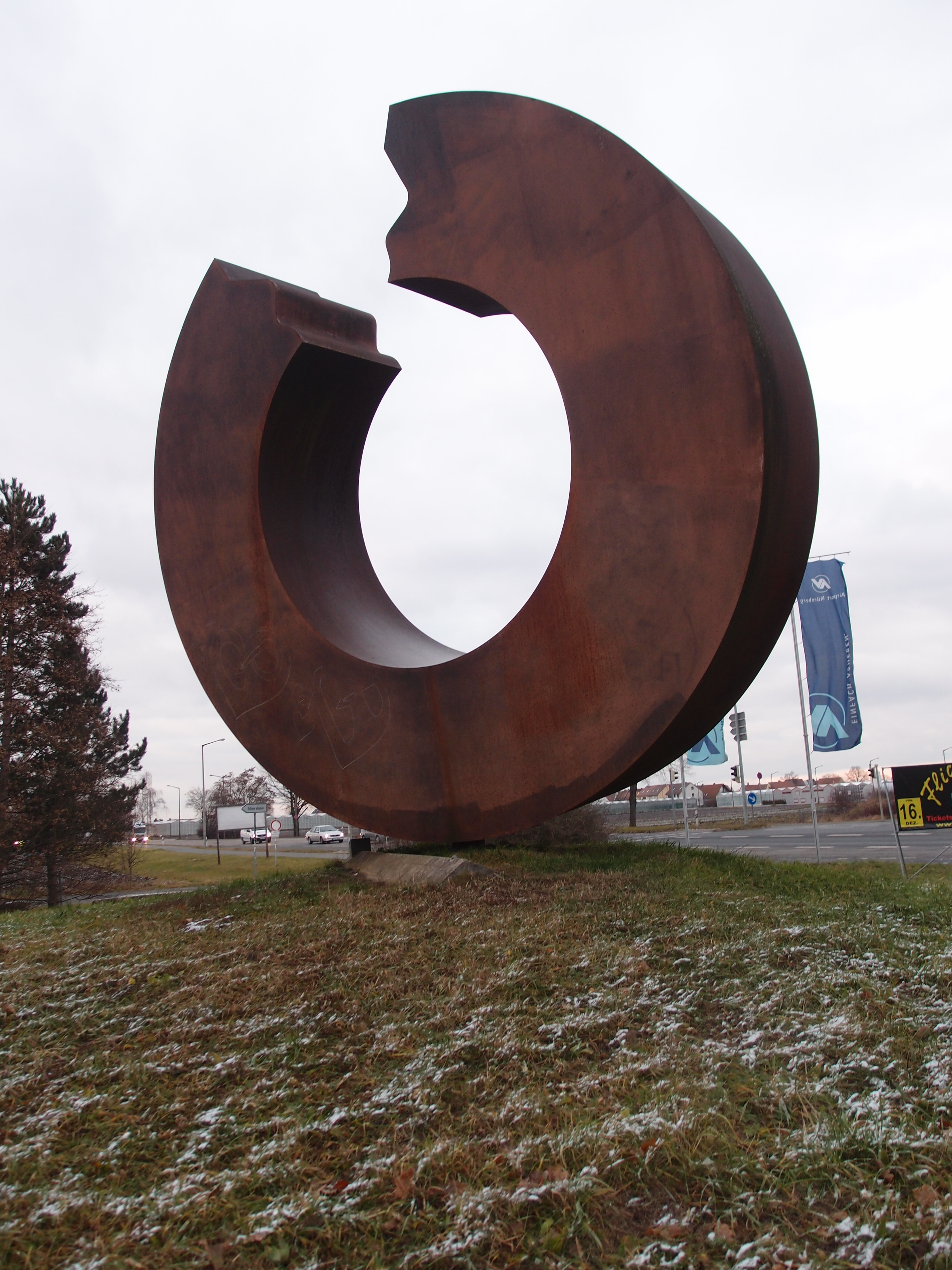
Unexpected I, Symposion Urbanum, Nürnberg, 1971
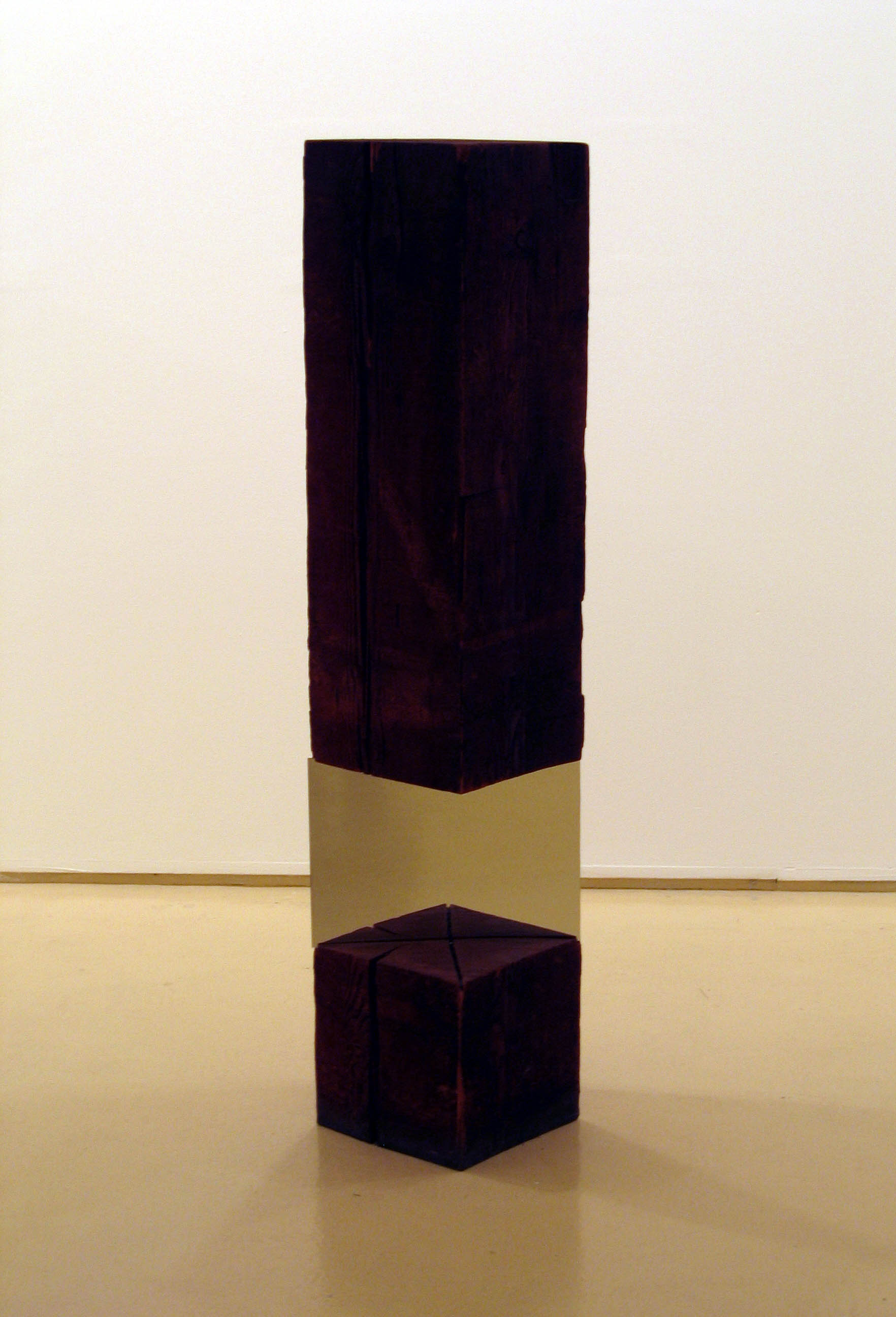
Levitation, 1976
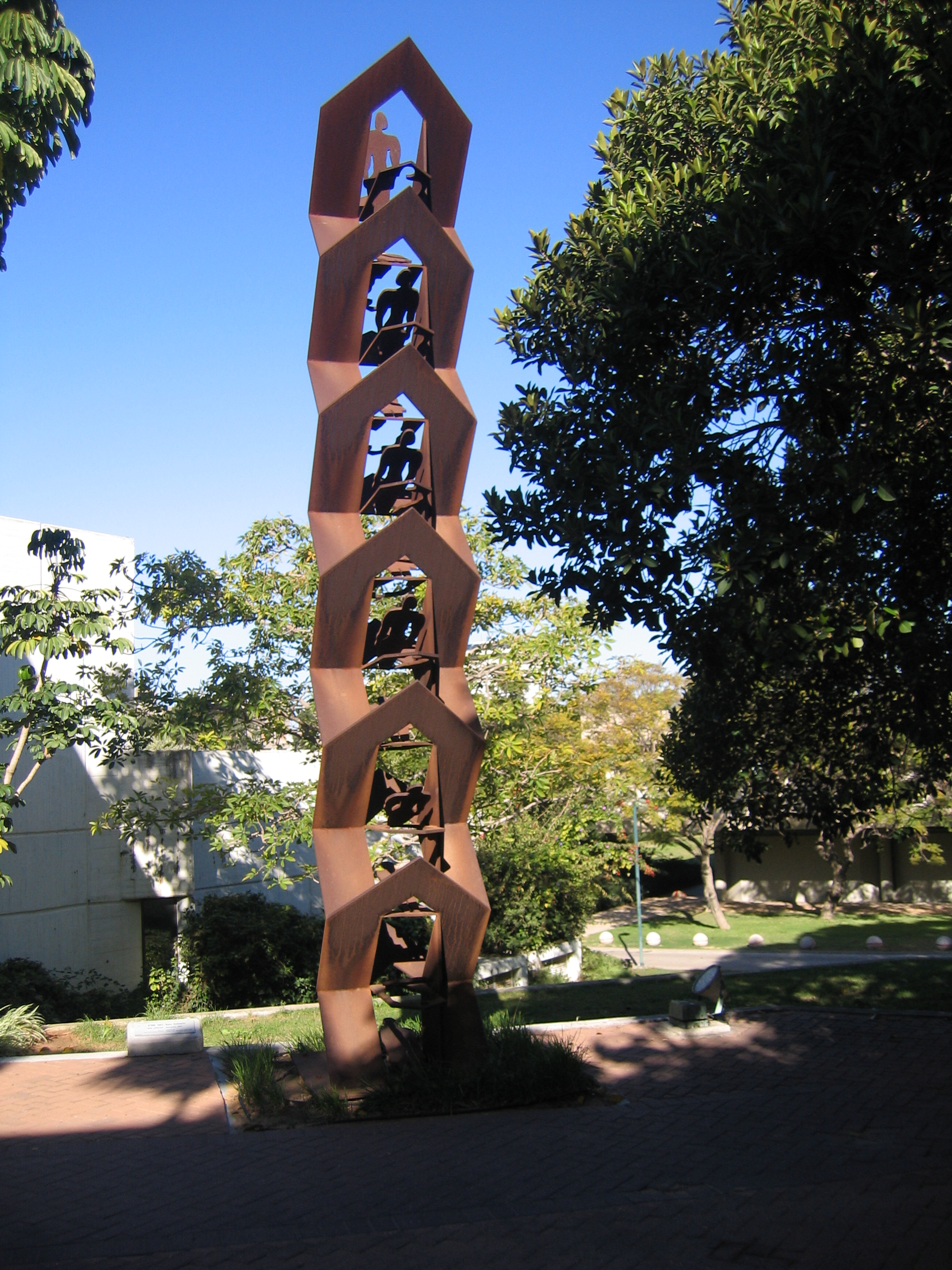
Metropolis, 1990
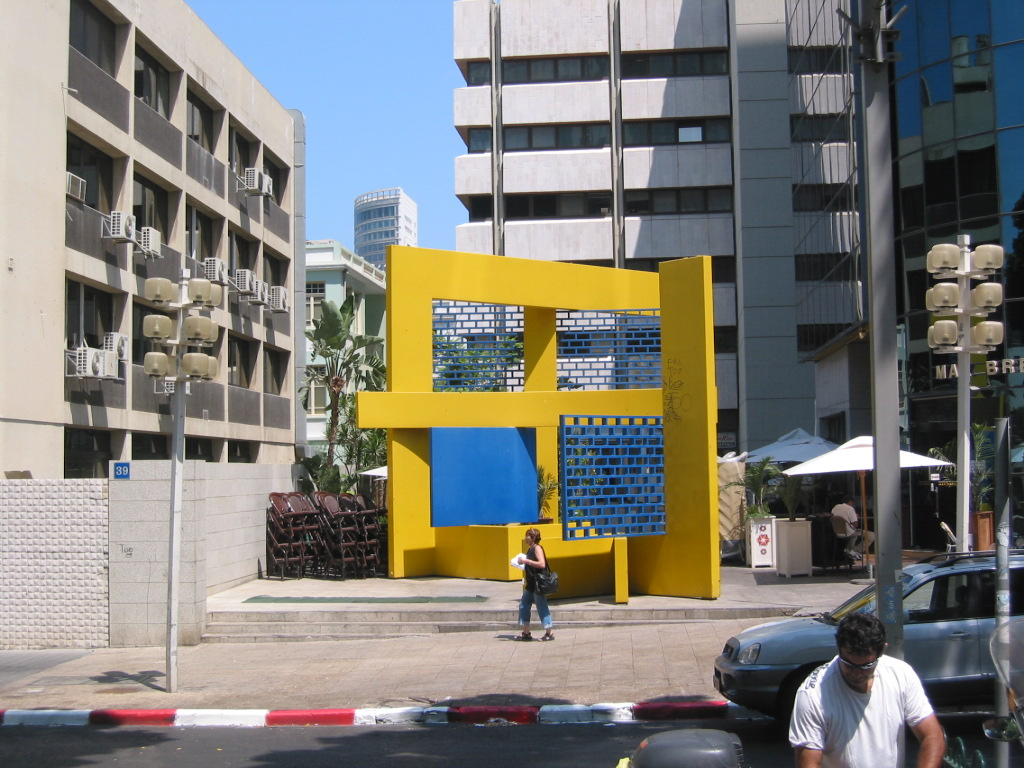
Skulptur Rothschild Boulevard, Tel Aviv
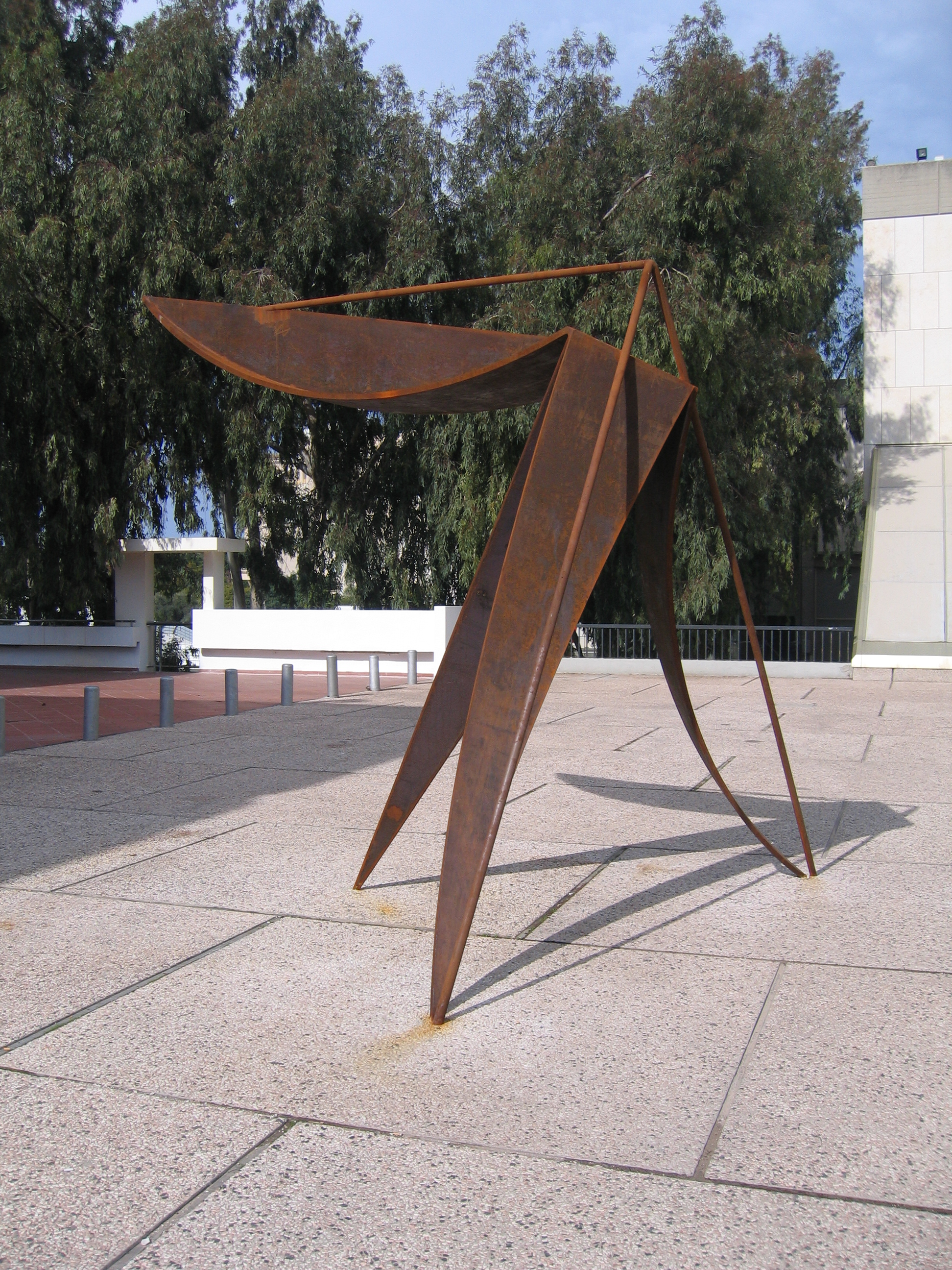
Mosquito, 2007
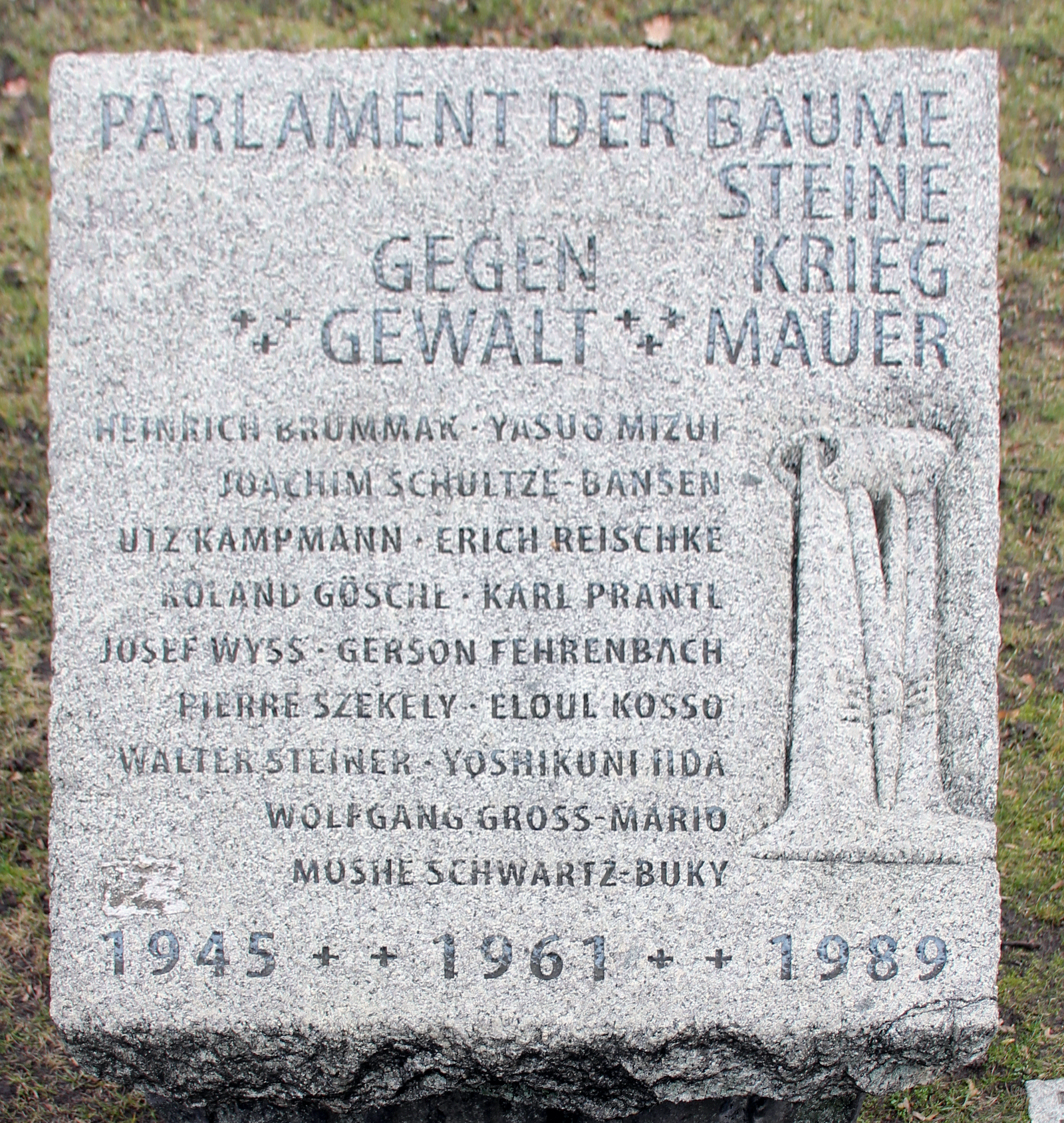
Parlament der Bäume, Berlin